# Ohotnîce, Nikopol
Ohotnîce (în ucraineană Охотниче) este un sat în comuna Krînîciuvate din raionul Nikopol, regiunea Dnipropetrovsk, Ucraina.

## Demografie
Componența lingvistică a localității Ohotnîce
     Ucraineană (93,1%)
     Rusă (6,9%)
Conform recensământului din 2001, majoritatea populației localității Ohotnîce era vorbitoare de ucraineană (93,1%), existând în minoritate și vorbitori de rusă (6,9%).